# Тяло (физика)
Вижте пояснителната страница за други значения на Тяло.
Тяло във физиката (или физическо тяло, физичен обект) е веществен материален обект, имащ постоянни: маса, форма (като правило проста) и съответен обем; при това е отделен от други тела с външна граница.
Простото тяло (на английски: simple or single body) обикновено се счита за еднородно, за разлика от съставното тяло (на английски: complex body), което се счита за скрепена комбинация от прости тела с различни свойства. Това понятие се използва за опростяване на теоретичните и математическите разглеждания и изчисления, при които не се отчитат измененията на вътрешното състояние на реалния обект, нито необратими изменения и разрушаване на формата му.
Телата притежават физични свойства, които могат да бъдат определени с технически средства (измерителни прибори и устройства) и методи на физиката. Основните физични свойства, които притежава, са координати, импулс, енергия, размер, маса и електрически заряд. Тези характеристики се измерват със съответните единици, определени от международната система SI. Координатите (x,y,z,t) определят позицията на обекта в пространствовремето спрямо избрана отправна система. В този смисъл обект на физиката е всяко различие на физическите свойства в точка или област на пространствовремето. Отправната система е координатна система, чието начало (отправна точка) е свързано с материален обект. Материалната точка е идеализиран обект на физиката, който има безкрайно малък размер.

## Наблюдаемост
Обектите във физиката са „наблюдаеми“ и „ненаблюдаеми“. Наблюдаемите обекти във физиката са тези, които могат да се видят директно с микроскоп или телескоп и определят границата на наблюдаемата вселена. Тази граница се определя от разделителната способност на тези устройства и се разширява с усъвършенстването им. Например с електронен микроскоп могат да се наблюдават физически обекти с размери от порядъка 1 nm, докато при обикновения микроскоп този порядък е 1 микрон. С телескопа „Хъбъл“ се наблюдават обекти, отдалечени на милиарди светлинни години, докато с обикновен телескоп от Земята могат да се наблюдават само част от звездите на нашата галактика. Ненаблюдаеми обекти във физиката са елементарните частици, които се изследват със статистически методи и тяхната позиция в пространствовремето се определя от функция, която е решение на уравнението на Шрьодингер и представлява разпределение на вероятности.